# Pej Hszing-zsu
Pej Hszing-zsu (kínai írással: 裴星茹, pinjin: Pei Xing-ru) (Tatung, 1998. október 11. –) kínai női szabadfogású birkózó. A 2018-as birkózó-világbajnokságon bronzérmet szerzett 59 kg-os súlycsoportban, szabadfogásban. A 2016-os birkózó világ-bajnokságokon aranyérmet szerzett a 60 kg-os súlycsoportban, szabadfogásban. Ázsia Játékok ezüstérmes, Ázsia Bajnokság aranyérmes 57 kg-ban, Belső-Ázsia Játékok aranyérmes, ifjúsági olimpiai ezüstérmes szabadfogású birkózónő.

## Sportpályafutása
A 2018-as birkózó-világbajnokságon az 59 kg-osok súlycsoportjában megrendezett bronzmérkőzés során az orosz Szvetlana Lipatova volt ellenfele, akit 7–1-re legyőzött.